# John Jellicoe
John Rushworth Jellicoe, 1. hrabě Jellicoe GCB, OM, GCVO (anglicky John Rushworth Jellicoe, 1st Earl Jellicoe, 1st Viscount Brocas, 1st Viscount Jellicoe of Scapa) (5. prosince 1859, Southampton – 20. listopadu 1935, Londýn) byl britský admirál, vrchní velitel loďstva Grand Fleet a první námořní lord v první světové válce. Je známý jako velitel Royal Navy v bitvě u Jutska. Za zásluhy byl s titulem vikomta povolán do Sněmovna lordů (1918), poté zastával funkci generálního guvernéra na Novém Zélandu (1920–1924).

## Život

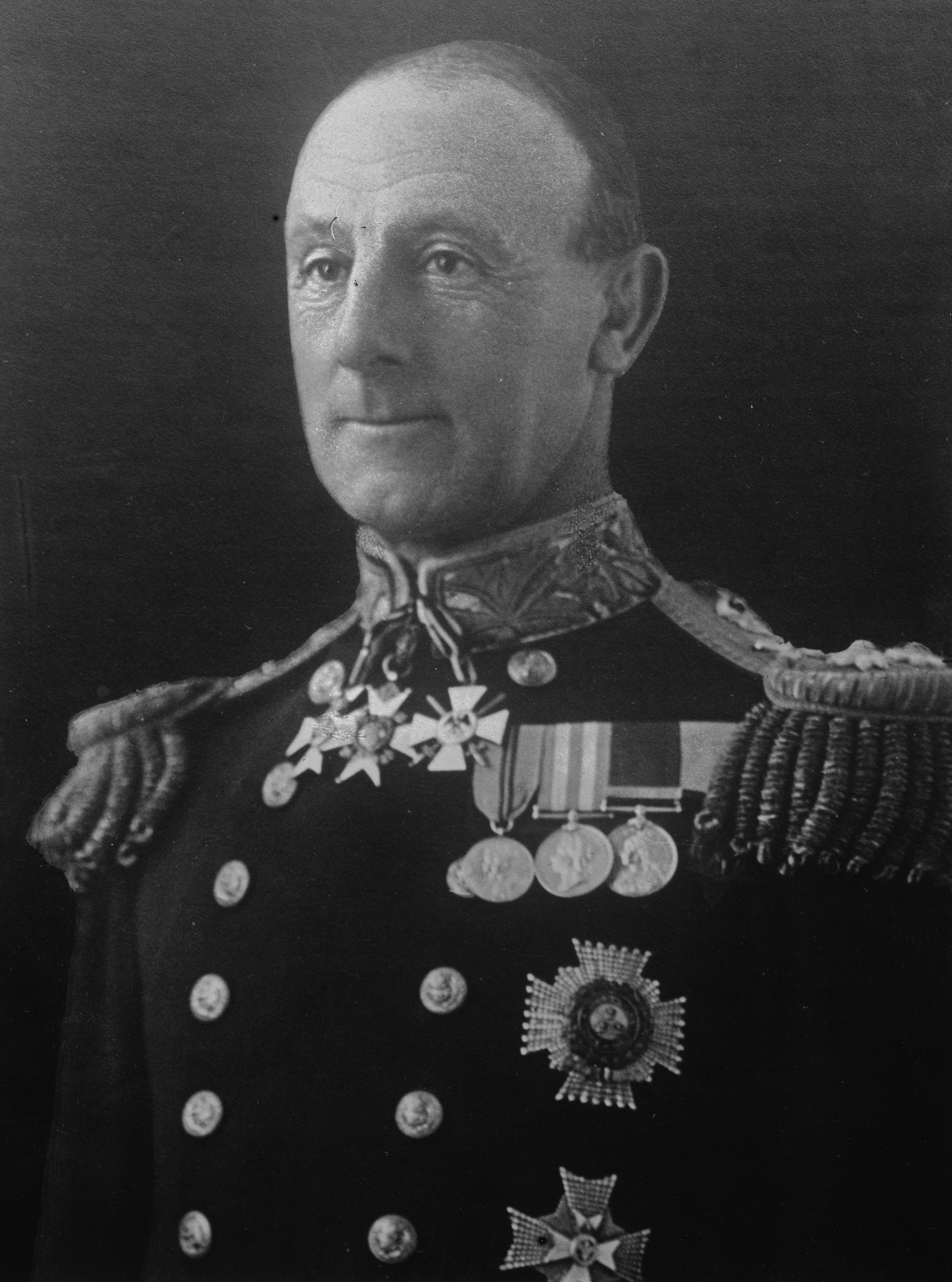
Admirál Sir John Jellicoe (fotografie ze sbírek Knihovny Kongresu USA)

Narodil se roku 1859 v Southamptonu jako druhý ze čtyř synů komodora Johna Henryho Jellicoe (1825–1914). Po základním vzdělání byl zařazen na cvičnou loď HMS Britannia a v roce 1872 jako kadet nastoupil k Britskému královskému námořnictvu. V roce 1874 byl jmenován praporčíkem a v roce 1878 dosáhl hodnosti poručíka. Aktivní službu zahájil ve Středozemním moři, mezitím si doplnil vzdělání v oboru dělostřelectva, první zkušenosti ve válce získal v Egyptě (1882). V roce 1885 obdržel Stříbrnou medaili ministerstva obchodu za záchranu posádky převráceného parníku u Gibraltaru. V roce 1891 byl povýšen na komandéra a v roce 1893 sloužil na zcela nové bitevní lodi HMS Victory, která se však téhož roku nešťastnou náhodou potopila po srážce s jinou britskou lodí u Tripolisu. Na kapitána byl povýšen roku 1897. Během Boxerského povstání sloužil jako náčelník štábu viceadmirála Edwarda Seymoura; během povstání byl těžce raněn a obdržel první dvě z mnoha vyznamenání během své kariéry. Po krátké dovolené začal působit na Admiralitě a byl finančním inspektorem námořnictva, od roku 1903 byl velitelem bitevního křižníku HMS Drake u břehů severní Ameriky. V roce 1905 se vrátil do Anglie a pod patronátem admirála Johna Fishera byl jmenován na Admiralitě ředitelem odboru námořního zbrojení (1905–1907), v letech 1906–1907 byl zároveň námořním pobočníkem krále Eduarda VII. V roce 1907 byl povýšen na kontradmirála a v letech 1908–1910 byl třetím námořním lordem. V této době se zasloužil o modernizaci královského námořnictva v období před první světovou válkou. V letech 1910–1911 byl vrchním velitelem Royal Navy v Atlantském oceánu (Atlantic Fleet). V roce 1911 byl povýšen na viceadmirála, poté se znovu vrátil do Londýna a v letech 1912–1914 zastával funkci druhého námořního lorda.
Se začátkem první světové války byl povýšen do hodnosti admirála a zároveň jmenován velitelem britské Grand Fleet (Velkého loďstva). 31. května 1916 jakožto velitel britského loďstva svedl s německými námořními silami bitvu u Jutského poloostrova. Obě strany v bitvě utrpěly ohromné ztráty a ani jedna nedosáhla přesvědčivého vítězství, což bylo některými admirály jemu a druhému britskému veliteli u Jutska, Davidu Beattymu, vytýkáno. Přesto za svou roli v bitvě obdržel Řád Za zásluhy. V letech 1916–1917 zastával funkci prvního námořního lorda a místo velitele Grand Fleet zaujal admirál David Beatty. Jako první námořní lord byl Jellicoe zastáncem opatrné taktiky proti Německu a odmítal moderní pojetí námořní války, což se týkalo především nasazení ponorek. V prosinci 1917 byl z funkce odvolán, v závěru první světové války nicméně získal titul vikomta a stal se členem Sněmovny lordů, obdržel finanční dar ve výši 50 000 liber a v roce 1919 byl povýšen do nejvyšší možné hodnosti velkoadmirála (Admiral of the Fleet). Kromě řady britských a zahraničních vyznamenání obdržel také čestné občanství v Londýně (1920).
V letech 1920–1924 zastával úřad generálního guvernéra Nového Zélandu, po návratu mu byl udělen titul hraběte (earl); zemřel v Londýně v roce 1935 a je pohřben v londýnské katedrále sv. Pavla.
V roc 1902 se oženil s Florence Gwendoline Cayzer (1877–1964), dcerou významného podnikatele v loďařském průmyslu Sira Charlese Williama Cayzera (1843–1916). Z jejich manželství pocházelo pět dětí, čtyři dcery a jediný syn George Patrick, 2. hrabě Jellicoe (1918–2007), který se po vojenské službě za druhé světové války uplatnil jako vlivný politik Konzervativní strany, členem Horní sněmovny byl od dosažení zletilosti až do smrti celkem 68 let, mimo jiné byl ministrem námořnictva a později členem Rady Evropy.

## Vyznamenání

### Britská vyznamenání
- rytíř velkokříže Řádu lázně – 8. února 1915[4]
- rytíř-komandér Řádu lázně – 19. června 1911[5]
- společník Řádu lázně – 9. listopadu 1900[6]
- rytíř velkokříže Královského Viktoriina řádu – 17. června 1916[7]
- rytíř-komandér Královského Viktoriina řádu – 3. srpna 1907[8]
- komandér Královského Viktoriina řádu – 13. února 1906[9]
- Řád za zásluhy – 31. května 1916[10]
- Medaile za statečnost na moři – 1886
- Egyptská medaile
- Medaile za třetí čínskou válku
- Hvězda 1914–15
- Britská válečná medaile
- Vítězná medaile
- Korunovační medaile Jiřího V.
- Medaile stříbrného výročí Jiřího V.

### Zahraniční vyznamenání

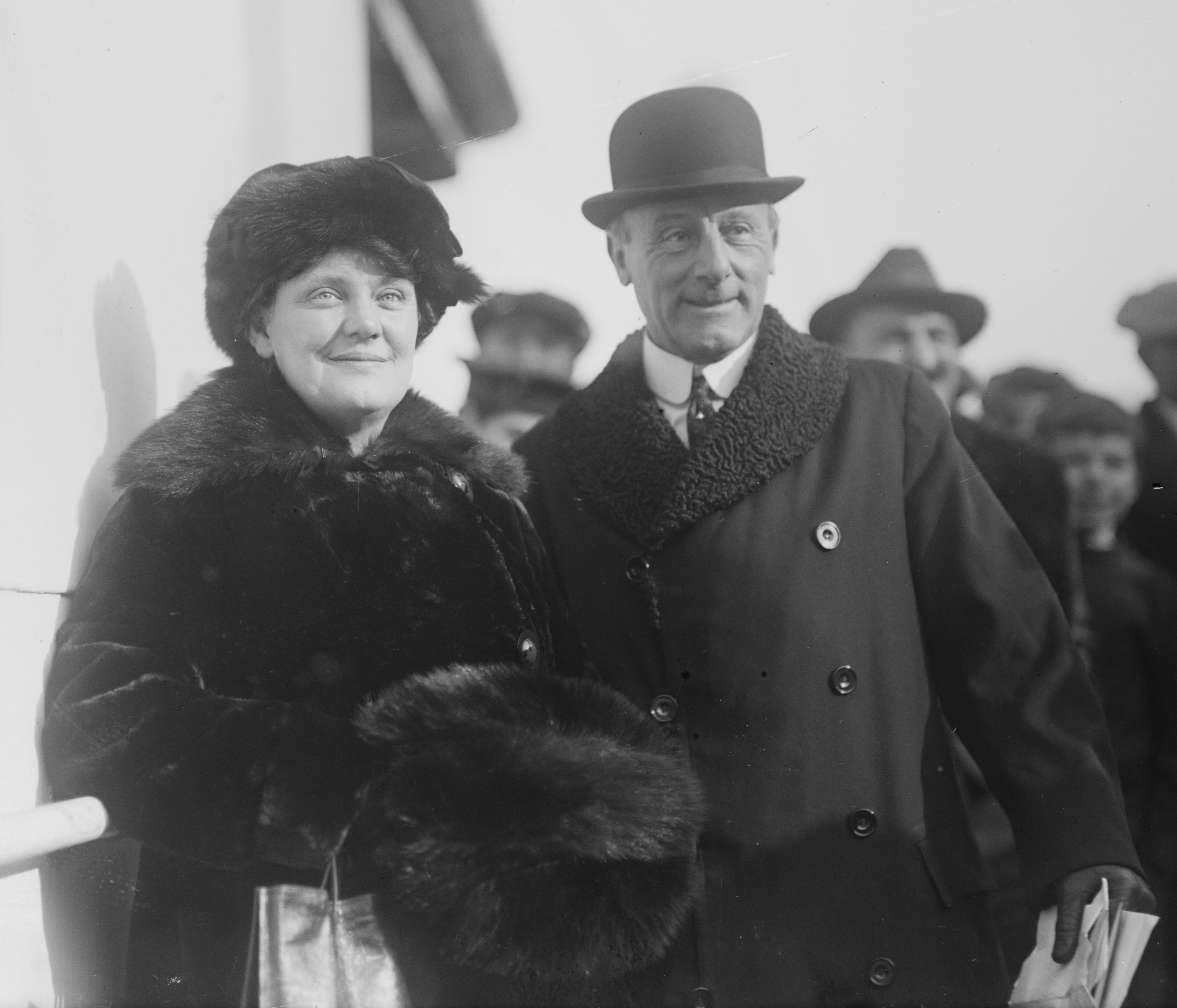
Admirál Jellicoe se svou ženou.

- velkostuha Řádu Leopoldova – Belgie, 24. dubna 1917[11]
- Válečný kříž 1914–1918 – Belgie, 21. dubna 1917[11]
- Chedivova hvězda – Egyptské chedivství
- velkokříž Řádu čestné legie – Francie, 15. září 1916[12]
- Croix de Guerre – Francie, 21. února 1919[13]
- velkokříž Vojenského savojského řádu – Italské království, 11. srpna 1917[14]
- květy paulovnie Řádu vycházejícího slunce – Japonsko, 29. srpna 1917[15]
- rytíř II. třídy Řádu červené orlice – Německé císařství, duben 1902[16]
- rytíř III. třídy Řádu svatého Jiří – Ruské impérium, 5. června 1917[17]
- Army Distinguished Service Medal – USA, 16. září 1919[18]